# StoneX Group
StoneX Group — американская компания, специализирующаяся на брокерских услугах на товарных биржах.

## История
Название компании происходит от Саула Стоуна (Saul Stone), в 1921 году он иммигрировал из России, в 1924 году в Чикаго начал заниматься оптовой торговлей яйцами и маслом, в 1938 году стал участником Чикагской товарной биржи, а в 1946 году основал компанию Saul Stone & Co.
В 1978 году был основан ещё один предшественник компании, Farmers Commodities Corporation (FCC); эта корпорация занималась операциями с фьючерсами на зерно. Третья компания, International Assets, начала работу в 1981 году, предоставляя международные брокерские услуги; в 1994 году её акции начали котироваться на бирже Nasdaq.
В 2000 году FCC объединилась с Saul Stone & Co., став одним из крупнейших в США торговцев зерном под названием FCStone Group. В 2009 году произошло слияние International Assets и FCStone Group. 
В 2010 году INTL FCStone расширила свой бизнес за счет приобретения Risk Management Incorporated, RMI Consulting, Inc., Hanley Trading, LLC и связанных с ней компаний, Provident Group, а также фьючерсного подразделения майамской Hencorp Group — Hencorp Becstone Futures, L.C.
В 2011 году INTL FCStone расширила свою деятельность путем приобретения активов компании по управлению энергетическими рисками Hudson Capital Energy LLC, брокерской компании London Metals Exchange Ambrian Commodities Limited (переименованной в INTL FCStone Ltd.), фьючерсного подразделения Hencorp Group (переименованного в INTL Hencorp Futures, LLC) и онлайн-портала для кофейной индустрии Coffee Network LLC.
В 2012 году INTL Participacoes LTDA и FCStone do Brasil совместно приобрели бразильскую брокерскую компанию Aporte DTVM, переименовав её в INTL FCStone DTVM Ltda.  Британская дочерняя компания INTL Holding (UK) Limited приобрела лондонскую клиринговую фирму TRX Futures Limited (TRX), специализирующуюся на обслуживании коммерческих клиентов на рынках кофе, какао, энергии и финансов.  INTL FCStone также приобрела ряд институциональных счетов у Tradewire Securities, LLC, латиноамериканского брокер-дилера из Майами.
В 2013 году INTL FCStone продала свою долю в бразильской брокерской компании Gletir Agente De Valores S.A. дочерней компании Gletir Financial Corp.  Сделка получила предварительное одобрение регулятора.  Кроме того, INTL FCStone Securities Inc., брокерско-дилерское подразделение INTL FCStone, получит клиентские счета First American Capital and Trading Corp. (FACT), предоставляющей корреспондентские клиринговые услуги.
В 2014 году FCStone, LLC приобрела брокерскую компанию Sinclair & Company и получила разрешение британского регулятора FCA на объединение своих британских дочерних компаний INTL FCStone Ltd и INTL Global Currencies Ltd.  Также дочерняя компания FCStone Group, Inc., INTL FCStone, приобрела Forward Insight Commodities, LLC, брокера, специализирующегося на энергетических деривативах.
В 2015 году Компания приобрела G.X. Clarke & Co., дилера ценных бумаг с фиксированным доходом, а её дочерняя компания INTL FCStone Markets, LLC. добавила внебиржевые валютные продукты (OTC FX) на платформу CQG.  INTL FCStone Securities Inc. выступила финансовым консультантом и организатором привлечения капитала для South Street Securities Holdings Inc. от Atlas Merchant Capital LLC.  Кроме того, компания консолидировала американские дочерние предприятия в INTL FCStone Financial Inc.  Лондонское подразделение INTL FCStone Ltd. заключило соглашение с Bank of America Merrill Lynch на обслуживание международных платежей в более чем 70 экзотических валютах.  Наконец, сингапурская дочерняя компания INTL FCStone Pte. Ltd. получила лицензию на предоставление услуг на рынках капитала от Денежно-кредитного управления Сингапура.
В 2016 году компания вышла на американский рынок обеспеченных активами ценных бумаг через свою дочернюю компанию Rates Group. Также компания объявила о расширении своего бизнеса в сфере обмена валют и сырьевых товаров на африканский континент.
В декабре 2016 году компания представила Converge — платформу для управления рисками. Converge позволяет пользователям, от небольших кофейных плантаций в Колумбии до региональных сетей супермаркетов на Среднем Западе США, настраивать решения для управления рисками и использовать аналитические инструменты для защиты прибыли. Функционал веб-платформы Converge ранее был доступен только крупным участникам рынка, имеющим традиционные счета в компании.  Платформа предоставляет отчеты в режиме реального времени для понимания текущих позиций и рисков по сырьевым товарам,  настраиваемый анализ исторических данных и возможность моделирования различных сценариев.
В 2017 году компания INTL FCStone представила онлайн-калькулятор структурированных продуктов и, через дочернюю компанию INTL FCStone Ltd, запустила платформу PMXecute+ для физической торговли.  INTL FCStone Financial Inc заключила партнерское соглашение с Zacks Investment Research для предоставления консультационных услуг, а также завершила слияние со Sterne, Agee & Leach Inc.
В 2018 году компания достигла значительных успехов в развитии бизнеса.  В январе дочерняя компания INTL FCStone DTVM Ltda начала открывать счета в стране своего присутствия, расширив спектр предоставляемых услуг.  Февраль ознаменовался партнерством с AllFund Bank для работы с финансовыми продуктами в офшорных зонах.  В мае компания представила решения на основе ИИ для диверсификации портфеля и мобильное приложение для торговли драгоценными металлами (PMXecute), запустила совместно с DGCX шариатский золотой контракт, а также открыла отдел европейских акций в британском подразделении.  Июнь был отмечен запуском электронной платформы для развивающихся рынков, открытием офиса глобальных платежей во Франкфурте (INTL FCStone Ltd) и соглашением о приобретении Carl Kliem S.A.  В сентябре компания представила новые внебиржевые своп-продукты по процентным ставкам (INTL FCStone Market) и приобрела SWIFT Service Bureau у PayCommerce.
В 2019 году компания активно расширялась за счёт приобретений и запуска новых продуктов.  В январе была приобретена GMP Securities LLC.  В марте INTL Netherlands B.V. приобрела CoinInvest GmbH и European Precious Metal Trading GmbH.  Апрель ознаменовался запуском подразделения прайм-брокериджа в INTL FCStone Financial.  В июле была приобретена Fillmore Advisors.  В сентябре к компании присоединилась Akshay Financeware, Inc.  Ноябрь отмечен запуском торговой платформы Maple Live от INTL FCStone Financial.  В декабре компания подписала соглашение о покупке брокерских подразделений Tellimer Group (Exotix Partners, Tellimer Capital и Tellimer Markets).
В 2020 году StoneX Group Inc. (ранее INTL FCStone Inc.) осуществила ряд важных изменений и расширений бизнеса: StoneX приобрела EncoreFx Inc. (декабрь), завершила сделку по приобретению Giroxx (октябрь), а также IFCM Commodities, GmbH (объявление в январе). Компания запустила платформу Emerging Manager Platform (сентябрь) и выпустила ограниченную серию серебряных монет «Канадский гусь» (февраль). В июне компания сменила название с INTL FCStone Inc. на StoneX Group Inc. StoneX подписала соглашение о приобретении GAIN Capital Holdings Inc. (февраль) и GIROXX GmbH (январь).
В 2021 году было заключено партнерство с Асака Банком по предоставлению узбекских сумов на своей платежной платформе. В августе компания приобрела ирландскую финтех-фирму Chasing Returns. В мае StoneX Markets улучшила свои платформы для внебиржевой торговли сырьевыми товарами и запустила платформу самообслуживания для такого типа торговли. В марте компания приобрела миноритарный пакет акций Tigress Financial Partners.
В 2022 году StoneX осуществила ряд стратегических шагов, включая приобретение CDI-Societe Cotonniere De Distribution и Cotton Distributors Inc., расширив свое присутствие на рынке хлопка. Компания запустила новые продукты и услуги, такие как доступ к экологическим активам через Nodal Exchange, институциональное кредитование в Азии, платформа для цифровых активов StoneX Digital LLC, веб-система StoneHedge и мобильное приложение Farm Advantage. StoneX также расширила предложение по обмену валюты, вышла на канадский рынок с FOREX.com и усовершенствовала инструменты для торговли скотом и зерном. Кроме того, компания модернизировала свою кредитную линию.
В 2023 году StoneX осуществила ряд ключевых инициатив: в декабре внедрила новое пограничное платежное решение Swift, в мае заключила партнерство с TIS для оптимизации валютных платежей корпоративным клиентам, в марте подписала соглашение с AirCarbon о создании цифрового рынка углеродных выбросов в США, а в феврале запустила платформу StoneX Plus для поддержки молочного рынка и мобильное приложение Farm Advantage в Канаде для сельхозпроизводителей.
В 2024 году StoneX в августе было продлено соглашение с регбийным клубом Saracens. Июль ознаменовался запуском онлайн-платформы StoneX LoanMatch для оптимизации рынка кредитования. В июне StoneX приобрела Mercon Specialty за 5,4 млн долларов. Апрель был особенно активным: компания заключила партнерство с NatWest для предоставления услуг по платежам, дочерняя компания StoneX Financial Pty Ltd стала членом ASX, а StoneX Financial Inc. запустила услуги по торговле кредитами SBA в США. В январе StoneX Financial Pte Ltd получила разрешение на деятельность на бирже Abaxx.
С 2011 года объединённая компания называлась INTL FCStone Inc., а в 2020 году сменила название на StoneX Group.

## Деятельность
Компания выполняет брокерские (посреднические) функции на более чем 40 биржах, а также предлагает более 18 тыс. продуктов на внебиржевых рынках. По состоянию на 2022 год обслуживала 54 тыс. институциональных и коммерческих клиентов, а также 400 тыс. розничных клиентов в более чем 180 странах. Осуществляет операции с валютами, криптовалютами, акциями, облигациями, деривативами, фьючерсами на сельскохозяйственную продукцию, металлы, эмиссионными квотами. Является одним из 8 членов первой категории на Лондонской бирже металлов. Также осуществляет международное проведение платежей, хеджирование, клиринг и предоставляет консультационные услуги.
Филиалы компании имеются в США, Великобритании, Люксембурге, Германии, Кипре, Аргентине, Бразилии, Дубае, Нигерии, Гонконге, Сингапуре, Японии, Австралии, Канаде и островах Кайман; помимо этих стран и территорий офисы имеются в Колумбии, Уругвае, Парагвае, Мексике, Китае, Индии, Бермудских островах и Польше.
В списке крупнейших публичных компаний в мире Forbes Global 2000 за 2022 год StoneX Group заняла 1341-е место. В списке крупнейших компаний США по размеру выручки Fortune 500 заняла 87-е место.